# ژولیت هسلم
ژولیت هسلم (انگلیسی: Juliet Haslam؛ زادهٔ ۳۱ مه ۱۹۶۹) بازیکن هاکی روی چمن اهل استرالیا بود.
وی در مسابقات کشوری و بین‌المللی در مجموع برندهٔ ۱۰ مدال طلا، ۱ مدال نقره شده‌است.